# 5 Dywizja Piechoty (USA)
5 Dywizja Piechoty (ang. 5th Infantry Division) – amerykańska dywizja piechoty; walczyła w obu wojnach światowych.

## Historia
I wojna światowa
Sformowana po raz pierwszy w grudniu 1917, została wysłana do Europy w maju 1918. W walkach I wojny światowej straciła 1630 zabitych i 7486 rannych. Rozwiązana w lipcu 1919.
II wojna światowa
Sformowana ponownie 16 października 1939 w trakcie ekspansji armii amerykańskiej w przededniu przystąpienia Stanów Zjednoczonych do II wojny światowej.
9 lipca 1944 została wyładowana na plaży Utah w Normandii i weszła do walki cztery dni później.

## Linki zewnętrzne

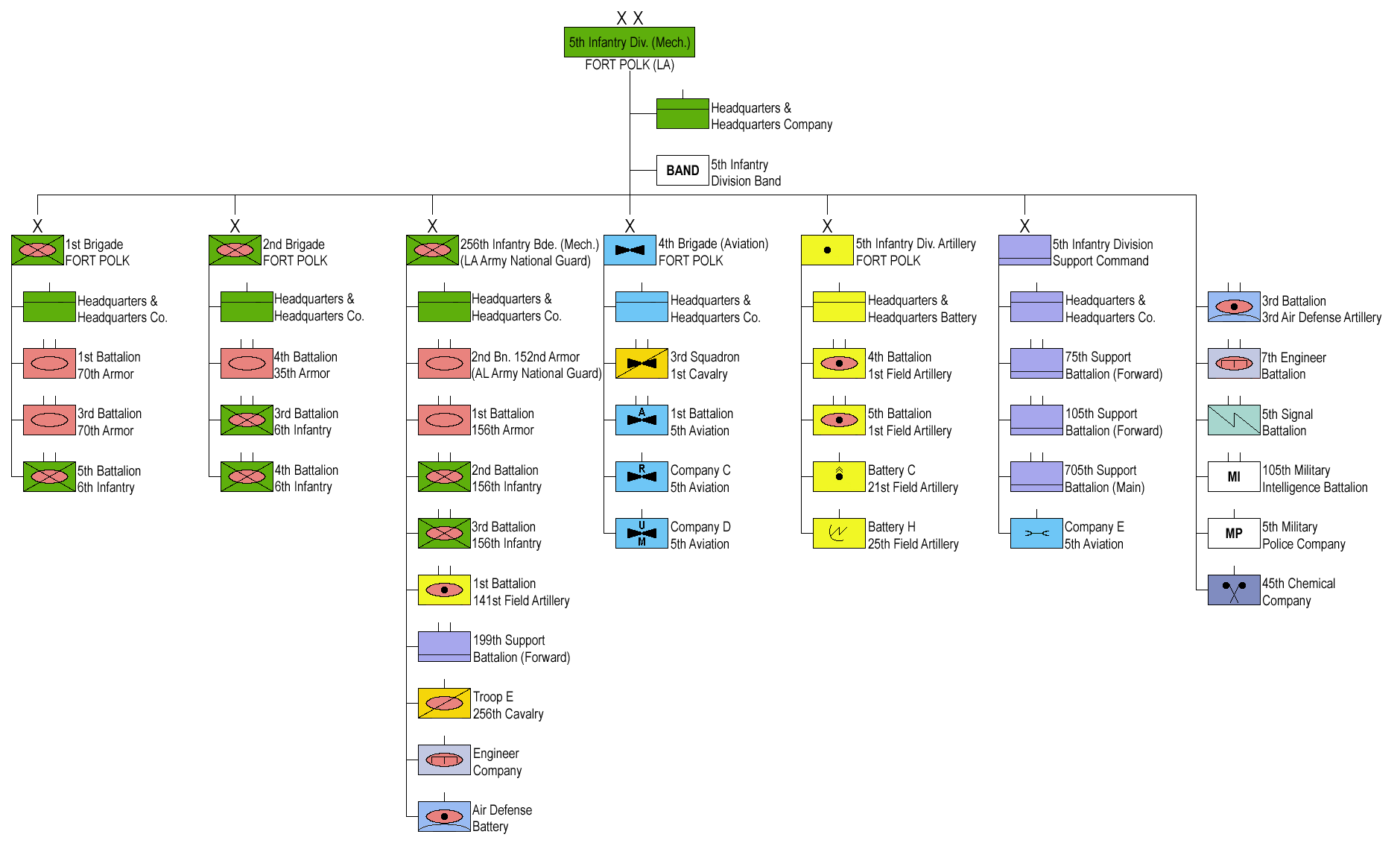
Struktura dywizji w 1989